# Бакчарське сільське поселення
Бакча́рське сільське поселення (рос. Бакчарское сельское поселение) — сільське поселення у складі Бакчарського району Томської області Росії.
Адміністративний центр — село Бакчар.
Населення сільського поселення становить 6424 особи (2019; 7289 у 2010, 8407 у 2002).
Станом на 2002 рік існували Бакчарська сільська рада (село Бакчар, присілок Первомайськ), Галкинська сільська рада (село Велика Галка) та Чернишевська сільська рада (село Чернишевка, присілок Паничево). Пізніше присілок Паничево було передане до складу Високоярського сільського поселення.

## Склад
До складу сільського поселення входять:
| Населений пункт       | Населення, осіб (2002) | Населення, осіб (2010) |
| --------------------- | ---------------------- | ---------------------- |
| Бакчар, село          | 7174                   | 6128                   |
| Велика Галка, село    | 685                    | 663                    |
| Первомайськ, присілок | 127                    | 101                    |
| Чернишевка, село      | 421                    | 397                    |